# Regulärer Graph
In der Graphentheorie heißt ein Graph regulär, falls alle seine Knoten gleich viele Nachbarn haben, also den gleichen Grad besitzen. Bei einem regulären gerichteten Graphen muss weiter die stärkere Bedingung gelten, dass alle Knoten den gleichen Eingangs- und Ausgangsgrad besitzen. Ein regulärer Graph mit Knoten vom Grad k wird k-regulär oder regulärer Graph vom Grad k genannt.
Reguläre Graphen mit einem Grad von höchstens 2 lassen sich leicht klassifizieren: Ein 0-regulärer Graph besteht aus unzusammenhängenden Knoten, ein 1-regulärer Graph besteht aus unzusammenhängenden Kanten, und ein 2-regulärer Graph besteht aus unzusammenhängenden Kreisen.
Ein 3-regulärer Graph wird auch als kubischer Graph bezeichnet.
Ein stark regulärer Graph ist ein regulärer Graph, bei dem je 2 benachbarte Knoten genau a gemeinsame Nachbarn, und je zwei nicht benachbarte Knoten genau b gemeinsame Nachbarn haben. Der kleinste reguläre, aber nicht stark reguläre Graph ist der Kreisgraph und der zirkuläre Graph mit je 6 Knoten.
Der vollständige Graph {\displaystyle K_{m}} ist für jedes {\displaystyle m} stark regulär.
Nach einem Satz von Nash-Williams hat jeder k-reguläre Graph mit {\displaystyle 2k+1} Knoten einen Hamiltonkreis.

0-regulärer Graph
1-regulärer Graph
2-regulärer Graph
3-regulärer Graph

## Algebraische Eigenschaften
Sei A die Adjazenzmatrix eines Graphen. Der Graph ist genau dann regulär, wenn {\displaystyle {\textbf {j}}=(1,\dots ,1)} ein Eigenvektor von A ist. Der Eigenwert dieses Vektors ist gleichbedeutend mit dem Grad des Graphen. Eigenvektoren mit anderen Eigenwerten sind orthogonal zu {\displaystyle {\textbf {j}}}, d. h. für solche Eigenvektoren {\displaystyle v=(v_{1},\dots ,v_{n})} gilt: {\displaystyle \textstyle \sum _{i=1}^{n}v_{i}=0}.
Ein regulärer Graph vom Grad k ist genau dann zusammenhängend, wenn der Eigenwert k die Vielfachheit eins hat.

## Kombinatorik
Die Anzahl der zusammenhängenden {\displaystyle k}-regulären Graphen steigt für gegebenes {\displaystyle k} im Wesentlichen schneller als exponentiell mit der Anzahl {\displaystyle n} der Knoten. Wenn {\displaystyle n} und {\displaystyle k} ungerade sind, ist diese Anzahl offensichtlich gleich 0.
Die folgende Tabelle zeigt die mit Hilfe eines Computers bestimmten Anzahlen für {\displaystyle n\leq 16} und {\displaystyle k\leq 12}:
| Anzahl der zusammenhängenden regulären Graphen | Anzahl der zusammenhängenden regulären Graphen | Anzahl der zusammenhängenden regulären Graphen | Anzahl der zusammenhängenden regulären Graphen | Anzahl der zusammenhängenden regulären Graphen | Anzahl der zusammenhängenden regulären Graphen | Anzahl der zusammenhängenden regulären Graphen | Anzahl der zusammenhängenden regulären Graphen | Anzahl der zusammenhängenden regulären Graphen | Anzahl der zusammenhängenden regulären Graphen | Anzahl der zusammenhängenden regulären Graphen |
| n                                              | k                                              | k                                              | k                                              | k                                              | k                                              | k                                              | k                                              | k                                              | k                                              | k                                              |
| n                                              | 3                                              | 4                                              | 5                                              | 6                                              | 7                                              | 8                                              | 9                                              | 10                                             | 11                                             | 12                                             |
| ---------------------------------------------- | ---------------------------------------------- | ---------------------------------------------- | ---------------------------------------------- | ---------------------------------------------- | ---------------------------------------------- | ---------------------------------------------- | ---------------------------------------------- | ---------------------------------------------- | ---------------------------------------------- | ---------------------------------------------- |
| 4                                              | 1                                              | 0                                              | 0                                              | 0                                              | 0                                              | 0                                              | 0                                              | 0                                              | 0                                              | 0                                              |
| 5                                              | 0                                              | 1                                              | 0                                              | 0                                              | 0                                              | 0                                              | 0                                              | 0                                              | 0                                              | 0                                              |
| 6                                              | 2                                              | 1                                              | 1                                              | 0                                              | 0                                              | 0                                              | 0                                              | 0                                              | 0                                              | 0                                              |
| 7                                              | 0                                              | 2                                              | 0                                              | 1                                              | 0                                              | 0                                              | 0                                              | 0                                              | 0                                              | 0                                              |
| 8                                              | 5                                              | 6                                              | 3                                              | 1                                              | 1                                              | 0                                              | 0                                              | 0                                              | 0                                              | 0                                              |
| 9                                              | 0                                              | 16                                             | 0                                              | 4                                              | 0                                              | 1                                              | 0                                              | 0                                              | 0                                              | 0                                              |
| 10                                             | 19                                             | 59                                             | 60                                             | 21                                             | 5                                              | 1                                              | 1                                              | 0                                              | 0                                              | 0                                              |
| 11                                             | 0                                              | 265                                            | 0                                              | 266                                            | 0                                              | 6                                              | 0                                              | 1                                              | 0                                              | 0                                              |
| 12                                             | 85                                             | 1544                                           | 7848                                           | 7849                                           | 1547                                           | 94                                             | 9                                              | 1                                              | 1                                              | 0                                              |
| 13                                             | 0                                              | 10778                                          | 0                                              | 367860                                         | 0                                              | 10786                                          | 0                                              | 10                                             | 0                                              | 1                                              |
| 14                                             | 509                                            | 88168                                          | 3459383                                        | 21609300                                       | 21609301                                       | 3459386                                        | 88193                                          | 540                                            | 13                                             | 1                                              |
| 15                                             | 0                                              | 805491                                         | 0                                              | 1470293675                                     | 0                                              | 1470293676                                     | 0                                              | 805579                                         | 0                                              | 17                                             |
| 16                                             | 4060                                           | 8037418                                        | 2585136675                                     | 113314233808                                   | 733351105934                                   | 733351105935                                   | 113314233813                                   | 2585136741                                     | 8037796                                        | 4207                                           |